# کرم رایانه‌ای

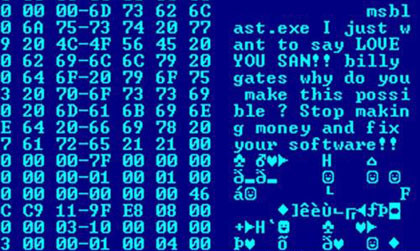
زباله شانزدهی از کرم بلستر، که نشان‌دهنده پیامی برای بیل گیتس مدیر عامل اجرایی مایکروسافت توسط برنامه‌نویس کرم است.

گسترش کرم کانفیکر

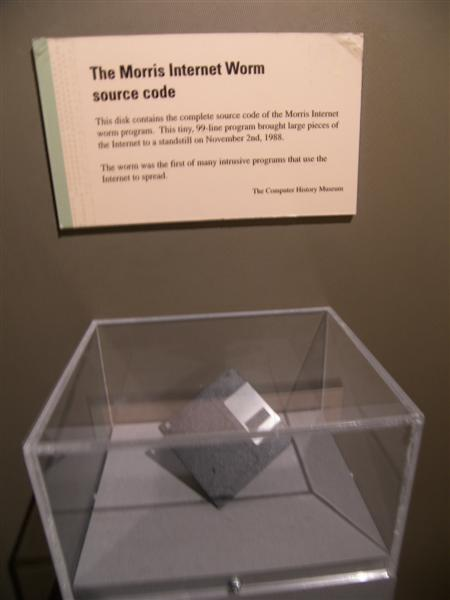
سورس کد کرم موریس در موزه تاریخچه رایانه.

کِرم رایانهیا کرم کامپیوتری (به انگلیسی: Computer worm) به برنامه‌ای گفته می‌شود که توانایی بازتولید خود را دارا است و با استفاده از شبکه، کپی‌های خود را به دیگر رایانه‌های موجود در شبکه می‌فرستد. برخلاف ویروس کرم‌ها خود را به برنامه‌های دیگر نمی‌چسباند.
همچنین کرم‌ها عموماً با اشغال پهنای باند به شبکه آسیب می‌رسانند در حالی که ویروس‌ها در بیشتر اوقات باعث خرابی برنامه‌های موجود در کامپیوتر آلوده و از دست رفتن اطلاعات موجود در آن می‌شوند. هدف کرم‌ها معمولاً استفاده از منابع می‌باشد و می‌تواند در دسترسی شما به منابع تأخیر بیندازد.
کرم در برخی از خصوصیات با ویروس مشترک است. مهمترین ویژگی مشترک آن‌ها این است که کرم‌ها نیز خود- همانندساز هستند، اما تولید مثل آن‌ها از دو جهت متفاوت است. اول اینکه، کرم‌ها مستقل و متکی به خود هستند، و محتاج به کد اجرایی دیگری نیستند. دوم، کرم‌ها از طریق شبکه‌ها، از ماشینی به ماشین دیگر منتقل و توزیع می‌شوند.

## تاریخچه
همانند ویروس‌ها، کرم‌های اولیه داستانی و تخیلی بودند. واژهٔ worm برای اولین بار در سال ۱۹۷۵ توسط جان برونر در داستان علمی تخیلی‌اش به نام The Shockwave Rider استفاده شده بود (جالب است که او از واژهٔ virus نیز در کتاب استفاده کرده بود).
آزمایش‌ها بر روی کرم‌هایی که محاسباتِ (غیرمخرب) توزیع‌شده انجام می‌دهند، حدود سال ۱۹۸۰ در Xerox PARC انجام شد، اما نمونه‌های قدیمی‌تری نیز وجود داشتند. در حدود ۱۹۷۰، کرمی که creeper نامیده می‌شد درون Arpanet می‌خزید که بعداً توسط کرم دیگری به نام Reaper تعقیب شد که creeperها را شکار و نابود می‌کرد.
یک حادثهٔ مهم تاریخی برای اینترنت در ۲ نوامبر ۱۹۸۸ به وقوع پیوست، زمانی که یک کرم، جوجهٔ نوپای اینترنت را از کار انداخت و فلج کرد.
این کرم، به خاطر نام سازندهٔ آن رابرت تاپن موریس، امروزه به نام کرم اینترنتی یا کرم موریس، شناخته می‌شود. در آن زمان، موریس دورهٔ دکترای تخصصی‌اش را در دانشگاه کرنل شروع کرده بود. او قصد داشت که کرمش را به صورت آهسته و غیر مزاحم منتشر کند اما اتفاقی که افتاد کاملاً برعکس بود. موریس، بعدها به خاطر دسترسی غیرمجاز کرمش به کامپیوترها و هزینه‌های پاک‌سازی آن محکوم شد. او جریمه شد و به خدمات بازپروری و آزمایش صلاحیت محکوم شد.